# Japan Open Tennis Championships 2009
Il Japan Open Tennis Championships 2009 è stato un torneo di tennis giocato sul cemento. È stata la 37ª edizione dell'evento, che fa parte dell'ATP World Tour 500 series nell'ambito dell'ATP World Tour 2009. Si è giocato all'Ariake Coliseum di Tokyo, in Giappone, dal 5 ottobre all'11 ottobre 2009.

## Partecipanti ATP

### Teste di serie
| Nazionalità | Giocatore             | Ranking1 | Testa di serie |
| ----------- | --------------------- | -------- | -------------- |
| Argentina   | Juan Martín del Potro | 5        | 1              |
| Francia     | Jo-Wilfried Tsonga    | 7        | 2              |
| Francia     | Gilles Simon          | 10       | 3              |
| Francia     | Gaël Monfils          | 13       | 4              |
| Rep. Ceca   | Tomáš Berdych         | 16       | 5              |
| Rep. Ceca   | Radek Štěpánek        | 17       | 6              |
| Svizzera    | Stan Wawrinka         | 23       | 7              |
| Australia   | Lleyton Hewitt        | 26       | 8              |

- 1Ranking al 28 settembre 2009

### Altri partecipanti
Giocatori che hanno ricevuto una Wild card:
- Tatsuma Itō
- Gō Soeda
- Takao Suzuki

Giocatori passati dalle qualificazioni:

- Marco Chiudinelli
- Ernests Gulbis
- Marsel İlhan
- Édouard Roger-Vasselin

## Campioni

### Singolare maschile
Jo-Wilfried Tsonga ha battuto in finale  Michail Južnyj con il punteggio di 6–3, 6–3
- È il 3º titolo dell'anno per Tsonga e il 5° della sua carriera

### Doppio femminile
Julian Knowle /  Jürgen Melzer hanno battuto in finale  Ross Hutchins /  Jordan Kerr con il punteggio di 6–2, 5–7, [10–8]